# نورکند
نورکند (به قزاقی: Nurkent) یک شهر در قزاقستان است.